# Włodzimierz Żegiestowski
Włodzimierz Żegiestowski także Żegestowski – polski sędzia, prokurator, powstaniec styczniowy.

## Życiorys
W powstaniu styczniowym był podporucznikem strzelców w oddziale Józefa Wysockiego. Kształcił się w II Wyższym Gimnazjum we Lwowie. Ukończył studia prawnicze. W okresie zaboru austriackiego w ramach autonomii galicyjskiej wstąpił do c. k. służby sądowniczej. W 1895 był sędzią C. K. Sądu Powiatowego w Podhajcu. W 1911 był zastępcą prokuratora w C. K. Prokuratorii Państwa we Lwowie. W marcu 1890 wstąpił w Dolinie do Towarzystwa im. Stanisława Staszica.
Po odzyskaniu przez Polskę niepodległości wstąpił do służby sądowniczej II Rzeczypospolitej. Pełniąc stanowisko sędziego Sądu Apelacyjnego we Lwowie był członkiem, do 1933 członkiem zarządu oddziału lwowskiego Zrzeszenia Sędziów i Prokuratorów RP i członkiem zarządu głównego ZSiP.
Został pochowany na cmentarzu w Tłumaczu z adnotacją na nagrobku c.k. naczelnik sądowy.

## Odznaczenie
- Kawaler Orderu Franciszka Józefa – Austro-Węgry (1916)[10].